# Тилатеи
Тилатеите са тракийско племе, живяло в западните български земи.
Споменато е в V век пр.н.е. от древногръцкия историк Тукидид, който разполага средоточието на обиталищата им заедно с трерите в планинския район между днешните София, Перник и Пирот. Пише, че "живеят на север от планината Скомброс (Витоша) и на запад достигат до река Оксиос (Искър), която извира от същата планина, от която извират Нестос (Места) и Хеброс (Марица), тази планина е голяма, необитаема и свързана с Родопа.".